# 障害者の生活と権利を守る全国連絡協議会
障害者の生活と権利を守る全国連絡協議会（しょうがいしゃのせいかつとけんりをまもるぜんこくれんらくきょうぎかい、英語: National Conference to Support the Life and Right of Disabled Perso）とは、日本の障害者団体である。略称は障全協（しょうぜんきょう）。
機関紙誌は「障全協新聞」、「障害者問題情報」（共に月刊）。現会長は新井たかね（社会福祉法人みぬま福祉会理事）。

## 概要
1967年12月に「第１回障害者の生活と権利を守る全国集会」を東京で開催した。初代会長は矢島せい子。結成以来、障害者の「生きる権利」「学ぶ権利」「働く権利」そして「政治参加の権利」の4つの権利を獲得する為に運動をしている。組織系統としては加盟団体から役員が輩出され、毎年春開催の総会で方針を決めている。
特に厚生労働省や文部科学省などに対する行政交渉を行っている。特に2004年、国が作成した障害者自立支援法案の中に応能負担から応益負担への変更が明記された際には、「緊急厚生労働省要請行動」と題して、障害者やその家族約250人が参加して厚労省前で座り込みの抗議を行った。全国労働組合総連合（全労連）と中央社会保障推進協議会（中央社保協）からの応援もあった。障害者自立支援法成立後も廃止を求めた運動を展開している。特別支援学校の義務教育化にも全国障害者問題研究会（全障研）や全日本教職員組合（全教）などの関係団体と協力して、長年取り組んできた。
近年では、2019年の4月の行政交渉において、障全協は厚労省に対して「グループホームや入所施設など障害児者の暮らしの場の増加」や「共生型サービス」を行う事業所への支援等、障害福祉の改善を要請した。要請後は決起集会を開き、日本共産党の衆議院議員の高橋千鶴子も集会に加わった。。他には障害者雇用について経団連に対する交渉を行ったり、毎年秋の「全国集会・中央行動」の開催、シンポジウム等の開催、障全協に加盟する各団体やその他の障害者団体および障害者個人や支援者などとの交流会等を行っている。堀木訴訟やJR駅無人化反対訴訟などといった障害者の権利に関する裁判闘争の支援も行っている。
障全協関係団体の障害者（児）を守る全大阪連絡協議会が、全障研大阪支部ときょうされん大阪支部と合同で三者で「障連協・全障研大阪支部結成５０年・きょうされん大阪支部結成４０年合同祝賀記念式典」を開催する等、全障研やきょうされんとの関係が深い。なおこの祝賀式典には障全協会長の新井たかねも参加している。他に障全協は日本障害者協議会（JD)の正会員団体及び権利としての福祉を守る関係団体共同実行委員会の会員団体として活動している。
明確な支持政党はない。ただし、中央社保協に参加するなど、日本共産党系の団体との結びつきが強いとされる。

### 障全協関係団体
- 全国肢体障害者団体連絡協議会（全国肢障協）
- 全日本視覚障害者協議会（全視協）
- 障害者と家族の生活と権利を守る都民連絡会（障都連）
- 障害者の生活と権利を守る千葉県連絡協議会（障千連）
- 障害者（児）を守る全大阪連絡協議会
- 京都障害児者の生活と権利を守る連絡会
- 兵庫障害者連絡協議会
- 東京肢体障害者団体連絡協議会（東京肢障協）
- 無年金障害者の会
- 共同作業所「優・ゆう」
- 障害児者の生活と権利を守る神奈川県連絡協議会

出典。

### 障全協の協力団体
- 日本障害者協議会（JD）
- 全国障害者問題研究会（全障研）
- きょうされん（共作連）
- 全日本ろうあ連盟
- 全日本難聴者・中途失聴者連合会（全難聴）
- 全国障害者とともに歩む兄弟姉妹の会
- 日本てんかん協会
- 全国精神障害者家族連合会（全家連）
- 全日本手をつなぐ育成会
- 日本知的障害者福祉協会
- 日本知的障害者福祉連盟
- 日本筋ジストロフィー協会
- 日本肢体不自由児協会
- 全国心身障害児福祉財団日本障害者センター
- 大阪障害者センター
- 徳島県身体障害者連合会
- 障害をもつ人の参政権保障連絡会

出典。